# Eurysolen gracilis
Eurysolen es un género monotípico de arbustos  perteneciente a la familia Lamiaceae. Su única especie: Eurysolen gracilis Prain, Sci. Mem. Off. Med. Dept. Gov. India 11: 44 (1898), es originaria de China hasta Malasia.

## Descripción
Son arbustos que alcanzan un tamaño de  0.5-2 m de altura. Tiene ramas cilíndricas, dirigidas al exterior, de color amarillo o marrón. Las hojas con pecíolos de 1.5-3.5 cm, limbo obovado-oblongo o romboidal obovado, de 4-8 (-9) × 3.5 (-7.2) cm, poco hirsuto,  base cuneada o ligeramente decurrentes, aserradas con el margen crenado y el ápice agudo. Las inflorescencias en picos de 9.4 cm, con brácteas triangular-ovadas. Pedúnculo de 1 mm. El cáliz de 3-4 mm, piloso el exterior, glandular, con dientes triangulares, de 1 mm, ápice agudo, ciliado. La corola blanca, de 7 mm, hirsuta, glandular, con el labio superior erguido, y dos lóbulos. Filamentos blancos pubescentes. El fruto en forma de núculas con areolas basales discretas.

## Distribución y hábitat
Se encuentra en las selvas tropicales; a una altitud de 600-1900 metros en Yunnan, India, Malasia y Birmania.

## Taxonomía
Eurysolen gracilis  fue descrita por David Prain y publicado en Scientific Memoirs by Officers of the Medical and Sanitary Departments of the Government of India 11: 43, en el año 1898.